# ربات (مجموعه کتاب)
ربات (مجموعه کتاب) (انگلیسی: Robot series) شامل ۳۷ داستان کوتاه علمی-تخیلی و ۶ رمان است که نویسندهٔ آنها آیزاک آسیموف است و محور آنها ربات‌های پوزیترونیک هستند.

## رمان‌ها و داستان‌های ربات

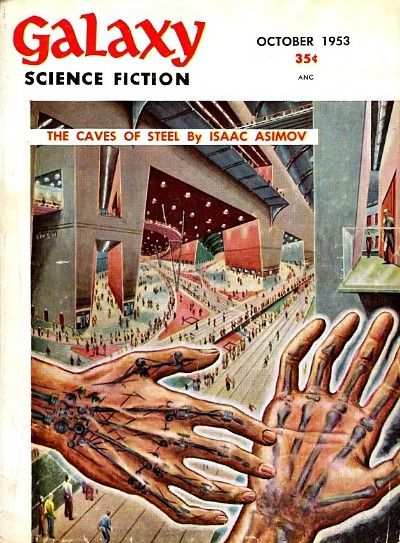
اولین چاپ غارهای پولادین آسیموف بر روی جلد شمارهٔ ماه اکتبر ۱۹۵۳ مجلهٔ کهکشان، طراح اِد اِمشویلِر

مجموعه در سال ۱۹۴۰ با داستان «رابی» شروع شد که در شمارهٔ ماه سپتامبر ۱۹۴۰ مجلهٔ «داستان‌های فوق علمی» چاپ شد. گرچه در اصل به عنوان داستانی مستقل چاپ شد، اما سال بعد آسیموف مجموعه‌ای از داستانها را به آن افزود که با هم روایتی را شکل می‌دهند.

### فهرست آثار در ربات (مجموعه کتاب)، به ترتیب زمانیِ روایت داستانی
1. من، ربات (۱۹۵۰)
2. انسان دویست‌ساله (۱۹۷۶) یا انسان پوزیترونی (۱۹۹۲)، داستان کوتاهی که سپس به رمان تبدیل شد.
3. الههٔ مادر (۱۹۴۸)، داستانی کوتاه که در آن هیچ ربات تکی وجود ندارد ولی ربات‌های پوزیترونیک بخشی از پس‌زمینه هستند.
4. غارهای پولادین[۱] (۱۹۵۴)، اولین رمان
5. خورشید عریان[۲] (۱۹۵۷)، دومین رمان
6. تصویر آینه (۱۹۷۲)، داستانی کوتاه دربارهٔ «ر. دَنیِل اُلیواو» و کارآگاه الیاس بِیلی
7. ربات‌های سپیده‌دم[۳] (۱۹۸۳)، سومین رمان
8. ربات‌ها و امپراتوری[۴] (۱۹۸۵)، چهارمین رمان

### بررسی کوتاه داستان‌ها
اکثر داستان‌های کوتاه مجموعهٔ ربات، که آسیموف در سال ۱۹۳۹ شروع به نوشتنشان کرد، در دورهٔ اول ربات‌های پوزیترونیک و اکتشافات فضایی قرار دارند. ویژگی منحصر به فرد ربات‌های آسیموف «قوانین سه‌گانه رباتیک» هستند، که در مغز پوزیترونی ربات طراحی و تعبیه شده‌اند؛ که همهٔ ربات‌ها باید از آن تبعیت کنند، و تضمین می‌کند که ربات علیه سازندگانش شورش نکند.
داستان‌ها در ابتدا به عنوان یک مجموعه نوشته نشدند- و در واقع بین آنها ناسازگاری‌هایی هست، به خصوص بین داستان‌های کوتاه و رمان‌ها - اما موضوع اصلی همهٔ آنها مشترک است: انسان‌ها، ربات‌های پوزیترونیک و اخلاقیات.

### بررسی کوتاه رمان‌ها
اولین کتاب (که در واقع یک رمان نیست) «من، ربات» است که گردآوری ۹ داستان کوتاه است (که قبلاً چاپ شده‌اند) و به شکل مصاحبه‌ای با سوزان کالوین (روانشناس ربات‌ها) در قرن ۲۱ در هم تنیده می‌شوند. شخصیت اصلی چهار رمان مجموعهٔ ربات‌ها، الیاس بِیلی و رباتِ انسان‌گونه (ر. دانیل اُلیواو) هستند. رویدادهایشان در هزاران سال بعد از داستان‌های کوتاه می‌گذرد و بر تنش‌های بین «فضایی‌ها» و مردم زمینی پرازدحام متمرکز است.